# Pouteria gillisonii
Pouteria gillisonii là một loài thực vật có hoa trong họ Hồng xiêm. Loài này được Vink mô tả khoa học đầu tiên năm 2002.